# Oedignatha carli
Espèce
Oedignatha carli est une espèce d'araignées aranéomorphes de la famille des Liocranidae.

## Distribution
Cette espèce est endémique d'Inde.

## Description
La carapace du mâle holotype mesure 2,8 mm de long sur 2,3 mm et l'abdomen 3,7 mm de long sur 2,2 mm.

## Étymologie
Cette espèce est nommée en l'honneur de Jean Carl.

## Publication originale
- Reimoser, 1934 : Araneae aus Süd-Indien. Revue suisse de Zoologie, vol. 41, p. 465-511 (texte intégral).